# Southern University
 (mars 2014).
Si vous disposez d'ouvrages ou d'articles de référence ou si vous connaissez des sites web de qualité traitant du thème abordé ici, merci de compléter l'article en donnant les références utiles à sa vérifiabilité et en les liant à la section « Notes et références ».
La Southern University est une université traditionnellement noire de la ville de Baton Rouge, capitale de la Louisiane.

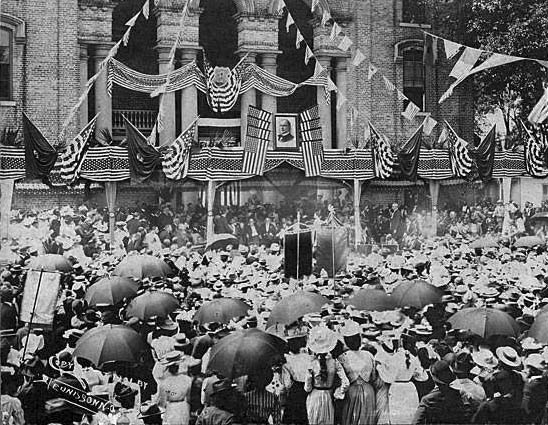
Discours du président William McKinley à la Southern University en 1901.